# منصور معلى
منصور معلى ولد بمدينة صفاقس في 1 مارس 1930، سياسي ورجل أعمال واقتصاد ووزير تونسي.

## ترجمته
درس منصور معلى الابتدائي والثانوي بمسقط رأسه، ثم اتجه إلى فرنسا لدراسة الحقوق، وانخرط في المدرسة الوطنية للإدارة، وأحرز على شهادتها. وكان من مؤسسي الاتحاد العام لطلبة تونس وتولى رئاسته في مؤتمره الثاني المنعقد في عام 1954. تولى منذ عام 1967 عدة حقائب وزارية، وهي:
- الصناعة والتجار، فيما بين 26 جويلية 1967 و24 أكتوبر 1968
- البريد والبرق والهاتف، فيما بين 8 سبتمبر 1968 و12 جوان 1970
- التخطيط فيما بين 12 جوان 1970 و25 سبتمبر 1974
- التخطيط والمالية فيما بين 25 أفريل 1980 و18 جوان 1983.

دخل بعد ذلك ميدان الأعمال، حيث أسس بنك تونس العربي الدولي  بالشراكة مع مستثمرين من الخليج العربي وأداره إلى عام 1994، وبقي من أهم المساهمين فيه، كما أن له أسهما أخرى في شركات أخرى.

## إشارات مرجعية
1. ↑  منير الشرفي، وزراء بورقيبة، تونس، د. ت.، ص 231
2. ↑  Tunisie : la BIAT cède ses parts dans l’immobilière Al Osra à Mansour Moalla نسخة محفوظة 25 مايو 2012 على موقع واي باك مشين.
3. ↑  Fonctions gouvernementales نسخة محفوظة 27 يناير 2010 على موقع واي باك مشين.